# Bopyrina ocellata
Bopyrina ocellata es una especie de crustáceo isópodo marino de la familia Bopyridae.

## Distribución geográfica
Se distribuye por el Atlántico nororiental, el mar Mediterráneo y el mar Negro. De adulto es parásito de crustáceos decápodos del género Hippolyte.